# Graffione bianco
Il Graffione bianco è un prodotto ortofrutticolo italiano, una varietà di ciliegia, diffusa in Piemonte.
Il raccolto avviene a metà giugno. Il frutto si caratterizza per avere una forma simile a un cuore e un colore giallo, maculato di rosa.
Il sapore è poco amaro.